# Chalcedon

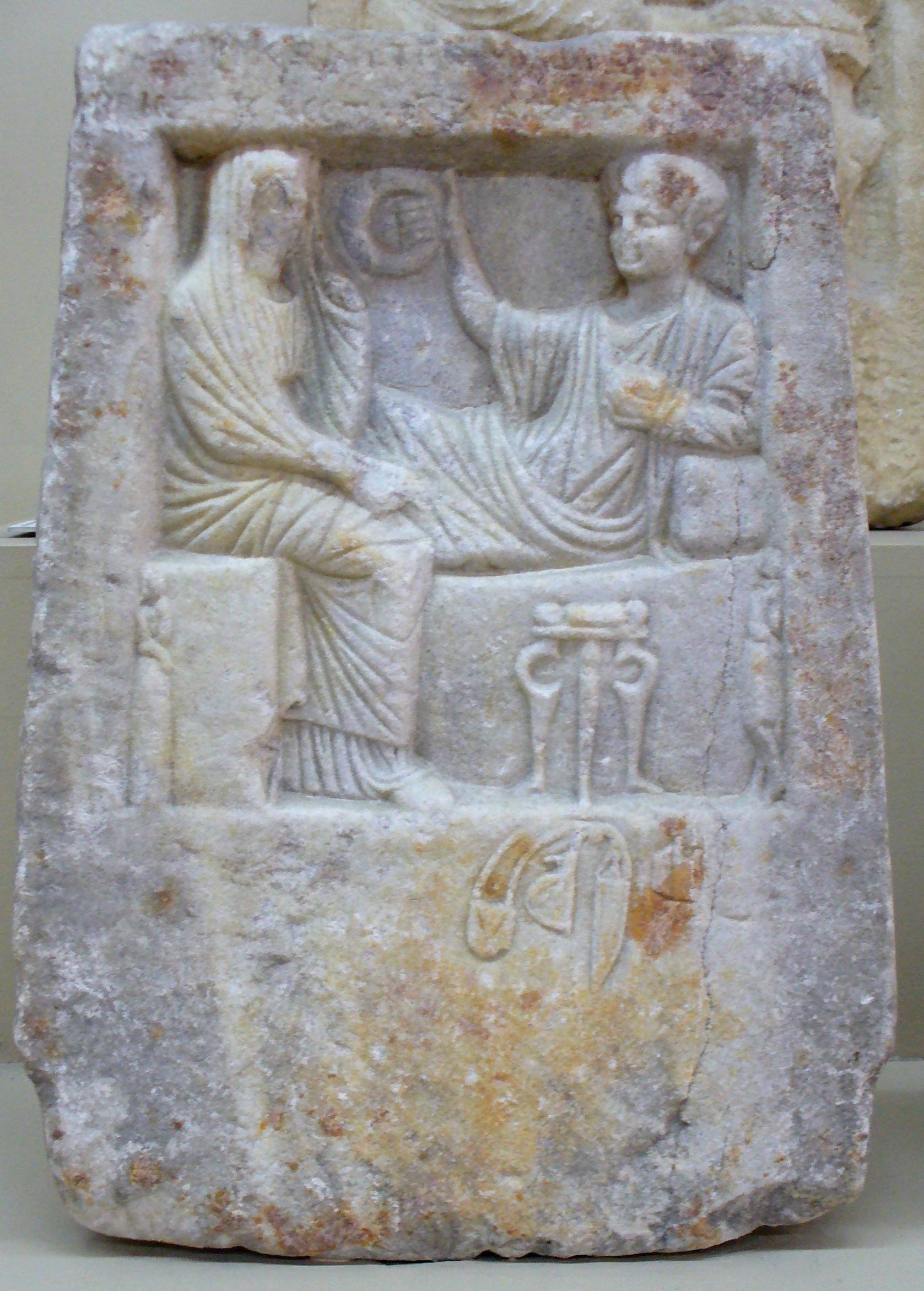
reliëf uit het oude Chalcedon

Chalcedon, Χαλκηδών, soms ook met k als Chalkedon, was een oude Griekse havenstad in Bithynië, in Anatolië, het huidige Turkije. De stad lag aan de overkant van de Bosporus tegenover Byzantion. De plaats heet Kadıköy in hedendaags Turks en is tegenwoordig een wijk van Istanboel. De overkant, waar Byzantion ligt, is dat ook. Het concilie van Chalcedon had in het jaar 451 in Chalcedon plaats.
De naam van het mineraal chalcedoon zou van de naam van de stad zijn afgeleid.